# Peugeot 208 T16
De Peugeot 208 T16 is een rallyauto die actief is in het Europees kampioenschap rally. Zijn voorganger was de Peugeot 207 S2000.
Peugeot had in 2016 een fabrieksteam met José Antonio Suárez, die een programma rijdt in het WRC. Eerdere rijders waren Craig Breen,Charles Martin en Kevin Abbring. De auto behoort tot de categorie R5.